# Palaeocoprina equiseta
Palaeocoprina equiseta är en tvåvingeart som beskrevs av Marshall 1998. Palaeocoprina equiseta ingår i släktet Palaeocoprina och familjen hoppflugor. Inga underarter finns listade i Catalogue of Life.